# Theopompa
Genre
Theopompa est un genre d'insectes du sous-ordre des Mantodea, de la famille des Liturgusidae. 

## Systématique
- Le genre Theopompa a été décrit par l'entomologiste suédois Carl Stål en 1877[1].
- L'espèce type pour le genre est Theopompa servillei de Haan, 1842.

### Taxinomie
Liste des espèces
- Theopompa borneana Giglio-Tos, 1917
- Theopompa burmeisteri de Haan, 1842
- Theopompa ophthalmica Olivier, 1792
- Theopompa servillei de Haan 1842; espèce type
- Theopompa tosta Olivier, 1792